# Státní cena SSSR
Státní cena SSSR (rusky Государственная премия СССР) byla každoroční cena udělovaná ústředním výborem KSSS a Radou ministrů SSSR v letech 1967 až 1991 k výročí Říjnové revoluce za vynikající tvůrčí úspěchy v oblasti vědy a techniky, literatury a umění.
Byla nástupcem Stalinovy ceny udělované v letech 1941 až 1955. Vítězové Stalinovy ceny si mohli vyměnit své medaile a dokumenty za odpovídající atributy Státní ceny. V referenční literatuře publikované v SSSR v 60. až 80. letech byla Stalinova cena sama z politických důvodů nazývána Státní cena SSSR.
Státní cena SSSR je druhou cenou v SSSR, pokud jde o význam a peněžní odměnu, po Leninově ceně. Když byla zavedena Státní cena SSSR, finanční odměna činila 5 000 rublů (poloviční částka Leninovy ceny). Požadavky na budoucího laureáta nebyly tak vysoké. Pokud byla udělena Státní cena SSSR za vědecký výzkum, který významně přispívá k rozvoji národní vědy, pak k získání Leninovy ceny byl vyžadován mimořádně vynikající vědecký výzkum, který otevírá nové směry ve vědě a technologii a překračuje světové úspěchy v této oblasti znalostí. Mezi oceněnými byli spisovatelé, vědci, umělci, až 100 lidí ročně. Vítězi tří cen se stali Čingiz Ajtmatov, Oleg Jefremov, Vjačeslav Šumskij, Volodymyr Čelomej a Sergej Nepobedimyj .
Znak se nosí na pravé straně hrudi nad řády a medailemi SSSR za cenou Lenina.
Nástupcem Státní ceny SSSR v Ruské federaci se v roce 1991 stala Státní cena Ruské federace.